# Picot de Nuttall
El picot garser de Nuttall (Picoides nuttallii) és una espècie d'ocell de la família Picidae i pertanyent al gènere Dryobates. És autòctona dels boscos tropicals i subtropicals de Califòrnia i Mèxic.